# Église Saint-Michel d'Étaples
L’église Saint-Michel, aussi appelée l'église paroissiale Saint-Michel, est située sur la commune d'Étaples, dans le département Pas-de-Calais dans la région Hauts-de-France. Le bâtiment est propriété de la commune.

## Ancienne église Saint-Michel

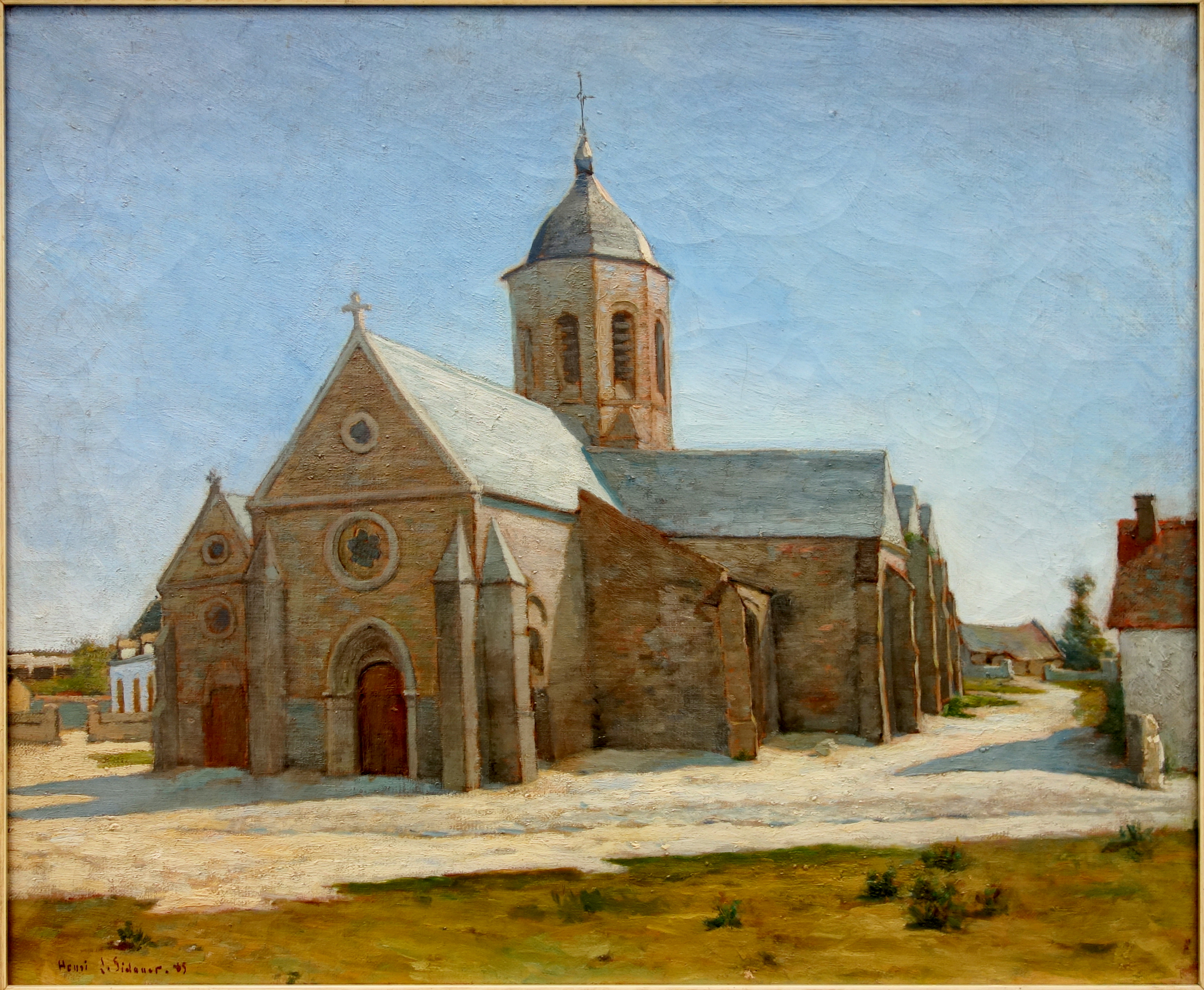

L'ancienne église Saint-Michel, qui date du XIIIe siècle, est située rue de l’Abreuvoir, l’actuelle place Jeanne-d’Arc, elle est détruite lors du bombardement du 15 juin 1944. La photo ci-contre montre un tableau d'Henri Le Sidaner représentant cette église.

## Actuelle église Saint-Michel
Elle est reconstruite entre 1955 et 1960 sur les plans des architectes Clément Tambuté et Pierre Requier. Elle est inaugurée le 3 juillet 1960 par Mgr Perrin. Elle a la particularité de posséder un immense vitrail sur le thème de la création, œuvre du maître verrier Raphaël Lardeur.

### Localisation
L'église actuelle est située rue du Bac, sur le Mont-à-Baudet, à un nouvel emplacement imposé par le plan d'urbanisme d'Étaples dressé après-guerre. Elle est située derrière l'hôtel de ville.

### Construction
L'église, de plan rectangulaire, est élevée en béton armé et revêtue de dalles de ciment.
C'est un vaste parallélépipède couvert d'un pan à faible pente, comprenant une nef bordée de deux bas-côtés. Une tour-clocher est implantée à l'angle sud-est de l'édifice, tandis que l'angle sud-ouest est occupé par le baptistère de plan carré, directement accessible du porche. Les ouvertures sont réalisées grâce à l'encastrement de cubes de béton creux.

## Paroisse

### Liste des curés
Les curés qui se sont succédé à la paroisse d'Étaples sont :
- 1725, François Anseaume ;
- 1726, Antoine Bouilly ;
- 1751, Grégoire-Joseph Doresmieux ;
- 1751, Louis-Marie Deldrève ;
- 1776, Henequin ;
- 1776, Wavran ;
- 1799, Codron ;
- 1803, Ballin ;
- 1806, Louis-François Jorre ;
- 1820, Constant Ledieu ;
- 1849, M. Hanquer [3];
- 1875, Constant Cousin ;
- L'abbé Van Lathem, jusque décembre 2009 ;
- 2010, Léonce Faucon.

## Pour Approfondir